# Zapole (Żeszczynka)
Zapole – część wsi Żeszczynka w Polsce, położona w województwie lubelskim, w powiecie bialskim, w gminie Sosnówka.
W latach 1975–1998 Zapole administracyjnie należało do województwa bialskopodlaskiego.
Wierni Kościoła rzymskokatolickiego należą do parafii Podwyższenia Krzyża Świętego.